# Namık Kemal
Namık Kemal (Tekirdağ, 21 december 1840 - Chios, 2 december 1888) was een Ottomaanse schrijver, dichter, intellectueel, vertaler, journalist, toneelschrijver, democraat, en politiek activist. Hij was invloedrijk bij de vorming van de Jong-Ottomanen en hun strijd voor regeringshervormingen in het Ottomaanse rijk tijdens de late Tanzimaat-periode, die zou leiden tot het eerste constitutionele periode in het rijk in 1876. Kemal was vooral belangrijk voor het verdedigen van de noties van vrijheid en vaderland in zijn talrijke toneelstukken en gedichten. Zijn werken zouden een krachtige invloed hebben op de oprichting van en toekomstige hervormingsbewegingen in Turkije, evenals in andere voormalige Ottomaanse landen. Hij wordt vaak beschouwd als instrumenteel in het herdefiniëren van westerse concepten zoals natuurlijke rechten en een constitutionele regering.

## Vroege jaren
Namık Kemal werd op 21 december 1840 geboren in Tekirdağ (Oost-Thracië). Hij kwam uit een aristocratische familie. Zijn vader is Mustafa Asım Bey uit Yenişehir en zijn moeder is Fatma Zehra Hanım (die etnisch Albanese voorouders had uit Yenişehir). Zijn vader diende als astronoom aan het hof van de sultan en hij kwam uit een verarmde lijn van Ottomaanse functionarissen. Aangezien achternamen of familienamen tijdens het Ottomaanse rijk niet in gebruik waren, was "Kemal" niet zijn achternaam, maar een deel van zijn voornaam. Tokatlı Hafız Ali Rıza Efendi, de sjeik van de lodge in de buurt van hun huis in Tekirdağ, gaf hem de naam "Mehmet Kemal".
Hij bracht zijn jeugd door met zijn grootvader van zijn moederszijde, Abdülatif Pasja. Zijn grootvader was de plaatsvervangend gouverneur van de sandjak van Tekirdağ. Toen zijn grootvader benoemd werd tot lid van de Afyonkarahisar sandjak, verhuisde zijn familie naar Afyon. In 1848 kwam de moeder van Namık Kemal te overlijden in Afyon. Namık Kemal bleef toen bij zijn grootvader wonen. Omdat zijn grootvader steeds verschillende taken in verschillende steden had, reisde Namık Kemal met zijn grootvader mee door het Ottomaanse rijk en verbleef hij achtereenvolgens in de steden Kars, Sofia en Istanbul. Vanwege het vele verhuizen kon hij geen reguliere opleiding volgen. Hij nam privélessen en probeerde zichzelf bij te scholen. Hij leerde Arabisch en Perzisch. Daarnaast hield hij zich ook bezig met het bestuderen van Divan-poëzie.
De vriend van zijn grootvader, dichter majoor Eşref Bey, die hun huis in Sofia kwam bezoeken, gaf Kemal, na het lezen van zijn gedichten, de bijnaam "Namık", wat schrijver of klerk betekent. Na die dag begon hij bekend te staan als Namık Kemal. In Sofia, waar hij tot zijn 17e verbleef, trouwde hij met Nesime Hanım, de dochter van zijn buurman Mustafa Ragıp Efendi, de rechter van de niche. Uit dit huwelijk werden twee dochters, Feride en Ulviye, en een zoon, Ali Ekrem, geboren. In Istanbul kreeg hij de kans om drie maanden te studeren aan het Bayezid-lyceum en daarna aan de Valide school voor negen maanden.
In 1857, op 17-jarige leeftijd, vond Kemal wegens zijn talenkennis werk in het vertaalbureau ("Tercüme Odası") van de Ottomaanse regering. Tijdens deze nieuwe opdracht kreeg hij de kans om mensen te ontmoeten die het westen kenden en zijn blik richtten op de westerse cultuur. Zijn ontmoeting met İbrahim Şinasi, die de eerste stappen van verwestersing in de literatuur zette, veranderde zijn leven. Zijn kijk op kunst en het leven is veranderd. Hij begon westerse literatuur te leren, zijn interesse veranderde in proza. Hij probeerde zichzelf te verbeteren op het gebied van geschiedenis en recht. Hij kreeg Franse les van een klerk van de vertaalkamer. Hij schreef anekdotes en vertaalde artikelen in Tasvir-i Efkar. Hij populariseerde begrippen als "recht, natie, vaderland, vrijheid, parlement", die hij voor het eerst had gezien bij İbrahim Şinasi. Als gevolg van de politieke aard van zijn geschriften werd Kemal door grootvizier Mehmed Emin Âli Pasja gedwongen deze baan op te zeggen. Hij sloot zich daarna aan bij zijn vriend İbrahim Şinasi, en werkte in zijn krant Tasvîr-i Efkâr ("Heraut van ideeën").

## Politieke carrière

### Jong-Ottomanen

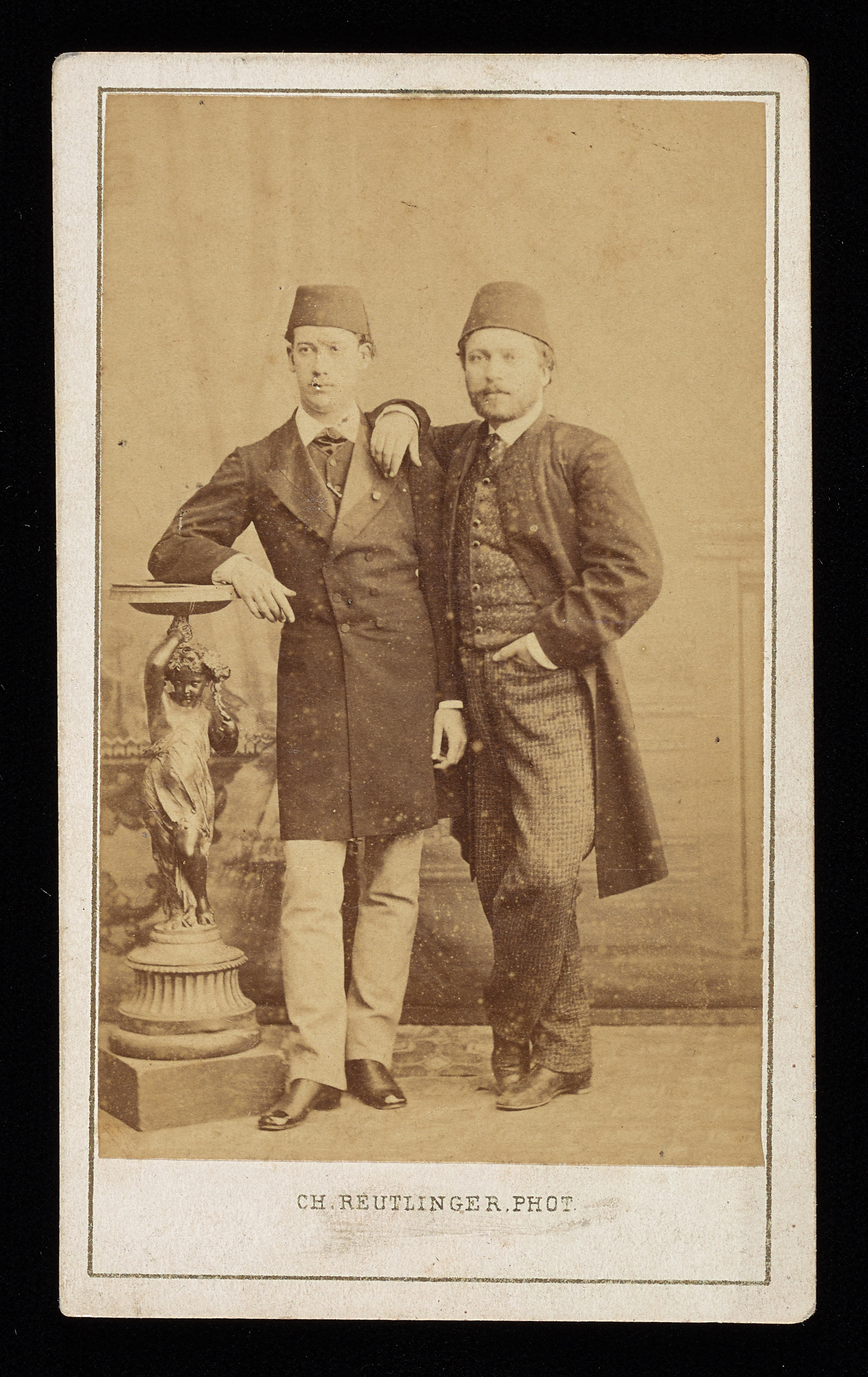
Namık Kemal (rechts) met zijn vriend Kanipaşazade Rıfat Bey

De Jong-Ottomanen waren een geheim politiek genootschap, die beïnvloed was door westerse ideeën over democratie en waarvan de leden voornamelijk uit de jonge intellectuele elite van de Ottomaanse samenleving kwamen. Zij waren ontevreden over de Tanzimat-hervormingen in het Ottomaanse rijk, die volgens hen niet ver genoeg gingen. Het belangrijkste doel van deze groep was om een constitutionele regering naar Europees voorbeeld te installeren in het Ottomaanse rijk.
Kemal voegde zich in 1862 bij de Jong-Ottomanen. Hij schreef Kemal hierna voortdurend essays over de onderwerpen van politieke, bestuurlijke, sociale aard en de hervorming van het buitenlands beleid. In 1864 nam Kemal de hervormingsgezinde krant Tasvir-i Efkar over nadat de vorige eigenaar en Kemals vriend İbrahim Şinasi in ballingschap waren gedwongen. In 1868, nadat hij gedwongen was zijn toevlucht te zoeken in Parijs, begon Kemal de publicatie van de krant Hürriyet ("Vrijheid") te verzorgen, die ook het doel van de Jong-Ottomanen omhelsde. De papieren van Kemal werden al snel een populaire plek voor Jong-Ottomanen om hun anti-sultanaat en pro-parlementaire gevoelens te uiten.

### Ballingschap naar West-Europa
Namık Kemal werd sterk beïnvloed door westerse opvattingen over de relatie tussen de overheid en het volk. Als zodanig spraken hij en zijn landgenoten zich uit tegen de beweging om de regering te centraliseren, die werd ondernomen door sultan Abdülaziz (regeerde 1861-1876) en zijn adviseurs Mehmet Emin Âli Pasja en Mehmet Fuat Pasja . Als gevolg van zijn kritiek op de regering werd Namık Kemal in 1867 verbannen uit het Ottomaanse rijk en vluchtte hij samen met zijn collega Ziya Pasja naar Parijs, waar veel andere verbannen Jong-Ottomanen hun toevlucht hadden gevonden.
De Egyptische prins Mustafa Fazıl Pasja, die in Parijs woonde, nodigde hem en zijn vrienden uit en nam hen onder zijn financiële bescherming. Mustafa Fazıl Pasja, die de kleinzoon was van de Egyptische gouverneur, Kavalalı Mehmet Ali Pasja, maar zijn rechten in het Egyptische bestuur werd ontnomen door een edict van sultan Abdulaziz, riep zichzelf uit tot hoofd van de Jong-Ottomaanse Associatie en was de financier van de leden van de organisatie die hij naar Europa had uitgenodigd.
In Europa wijdde hij zich aan het bestuderen en vertalen van de werken van auteurs als Victor Hugo, Jean-Jacques Rousseau en Montesquieu in het Turks. Namık Kemal bewonderde de grondwet van de Franse Derde Republiek. Hij somde de politieke idealen van de Jong-Ottomanen op als "de soevereiniteit van de natie, de scheiding der machten, de verantwoordelijkheid van ambtenaren, persoonlijke vrijheid, gelijkheid, vrijheid van denken, persvrijheid, vrijheid van vereniging, genot van eigendom, heiligheid van het huis". Namık Kemal putte inspiratie uit de parlementaire grondwet van het Verenigd Koninkrijk in plaats van die van Frankrijk, omdat hij de toenmalige Franse grondwet onder Napoleon III te autoritair vond. Londen aan de andere kant met zijn "ontembare macht van de publieke opinie tegen autoriteit", zag hij als het "model van de wereld" in politieke principes.
Met de steun van Mustafa Fazıl Pasja publiceerde Namık Kemal bij de krant "Muhbir" in Londen. Namık Kemal verliet Muhbir vanwege een meningsverschil met Ali Suavi, zijn naaste collega bij die krant. In hetzelfde jaar, toen sultan Abdülaziz naar de stad kwam om de internationale tentoonstelling van Parijs te zien, maakte de Franse regering de Jong-Ottomanen kenbaar om het land te verlaten. Namık Kemal ging met enkele van zijn vrienden naar Londen en zij publiceerden daar de krant Hürriyet. Ondertussen had Mustafa Fazıl Pasja zijn betrekkingen met Abdülaziz, die naar Parijs was gekomen, verbeterd en met hem naar Istanbul teruggekeerd. Terwijl hij wegging, zei hij dat ze de krant zouden blijven publiceren en dat zijn steun zou worden voortgezet, maar nadat hij terugkeerde naar Istanbul, veranderde hij van gedachten en vroeg hen om Hürriyet tijdelijk te sluiten. Daarop probeerden Namık Kemal en Ziya Pasja de krant op eigen kracht uit te geven. Maar na een tijdje gaf Namık Kemal het op, omdat hij in onmin kwam met zijn vrienden. Hij sloot daarna vrede met grootvizier Mehmet Emin Âli Pasja en keerde terug naar zijn land.

### Terugkeer naar Istanbul

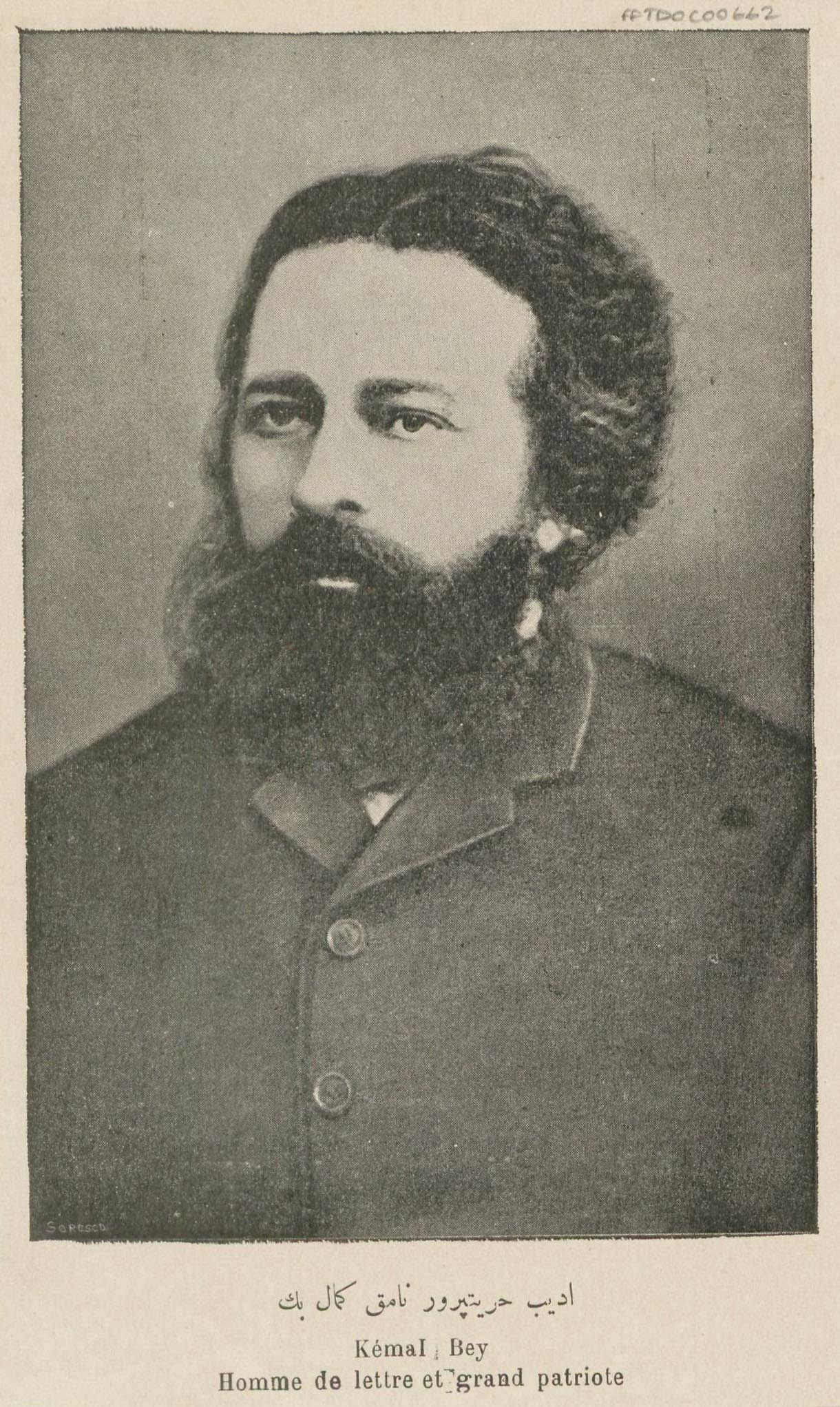
Namık Kemal was een van de leidende figuren bij het creëren van een Turkse nationale identiteit

Toen Kemal in 1870 terugkeerde naar Istanbul, begon hij te schrijven voor een aantal Jong-Ottomaanse kranten. Uiteindelijk publiceerde hij een van zijn eigen kranten, Ibret ("Vermaning"), waarin hij meer over intellectuele, sociale en nationale onderwerpen schreef. Een van de kranten waaraan hij in deze periode heeft bijgedragen heeft, was Basiret. Hij schreef ook artikelen voor het satirische tijdschrift Diyojen ("Diogenes"), opgericht door de Griekse redacteur Theodoros Kasapis.
Bovendien schreef Kemal na zijn terugkeer in Istanbul zijn belangrijkste en meest invloedrijke werk: het toneelstuk "Vatan yahut Silistre", wat zich vertaalt naar "Vaderland of Silistra". Het stuk vertelt het verhaal van een Ottomaanse soldaat wiens loyaliteit aan zijn natie, en niet zijn religie of trouw aan de sultan, hem motiveert om de stad Silistra, Bulgarije, te verdedigen tegen de Russen tijdens de Krimoorlog. De impact die deze nationalistische gevoelens, ongehoord in het Ottomaanse rijk vóór Kemal, hadden op het Turkse volk was zo groot dat de krant van Kemal, Ibret, werd gesloten en Kemal zelf voor de tweede keer uit het rijk werd verbannen. Tijdens deze tweede ballingschap zocht Kemal zijn toevlucht op Cyprus, in een gebouw dat bekend staat als de Namık Kemal kerker in Famagusta, waar hij tussen 1873 en 1876 drie jaar verbleef.
Zijn meesterwerk "Ode aan de vrijheid" ("Hürriyet Kasidesi") uit die tijd vat zijn politieke opvattingen samen.

### Latere carrière
Zoals veel jonge Ottomanen steunde Namık Kemal de troonsbestijging van Murad V na de troonsafstand van Abdülaziz in 1876. Hun hoop dat Murad de gewenste hervormingen zou doorvoeren, werd echter de bodem ingeslagen, want al snel werd duidelijk dat hij niet geschikt was om te regeren; zijn zwakke zenuwen en alcoholisme leidden tot zijn troonsafstand na slechts drie maanden. Namık Kemal protesteerde tegen de afzetting van Murat V en bleef Murads westerse politieke perspectieven steunen, maar uiteindelijk hadden zijn pleidooien geen effect en trad Murat V in 1876 af.
Ondanks de troonsafstand van Murat V werd in 1876 het eerste Ottomaanse parlement van het Ottomaanse rijk opgericht, grotendeels als gevolg van druk van de Jong-Ottomanen en de politieke invloed van Mithat Pasja. Hoewel Abdul Hamid II, de sultan die Murad V opvolgde, in eerste instantie bereid was het Ottomaanse parlement te laten functioneren, besloot hij al snel dat het gemakkelijker voor hem was om hervormingen door te voeren door autocratische machten te grijpen in plaats van te wachten op de goedkeuring van verkozenen. ambtenaren. Om zijn autocratische heerschappij met succes uit te voeren, verbande Abdul Hamid II veel Jong-Ottomanen, waaronder Namık Kemal, die kritisch waren over zijn beslissing om het parlement te negeren. Zo werd Kemal voor de derde keer uit Istanbul verbannen en werd hij gedwongen te werken in een administratieve functie op het eiland Chios ("Sakız Adası"). In 1888 overleed hij hier.

## Nalatenschap

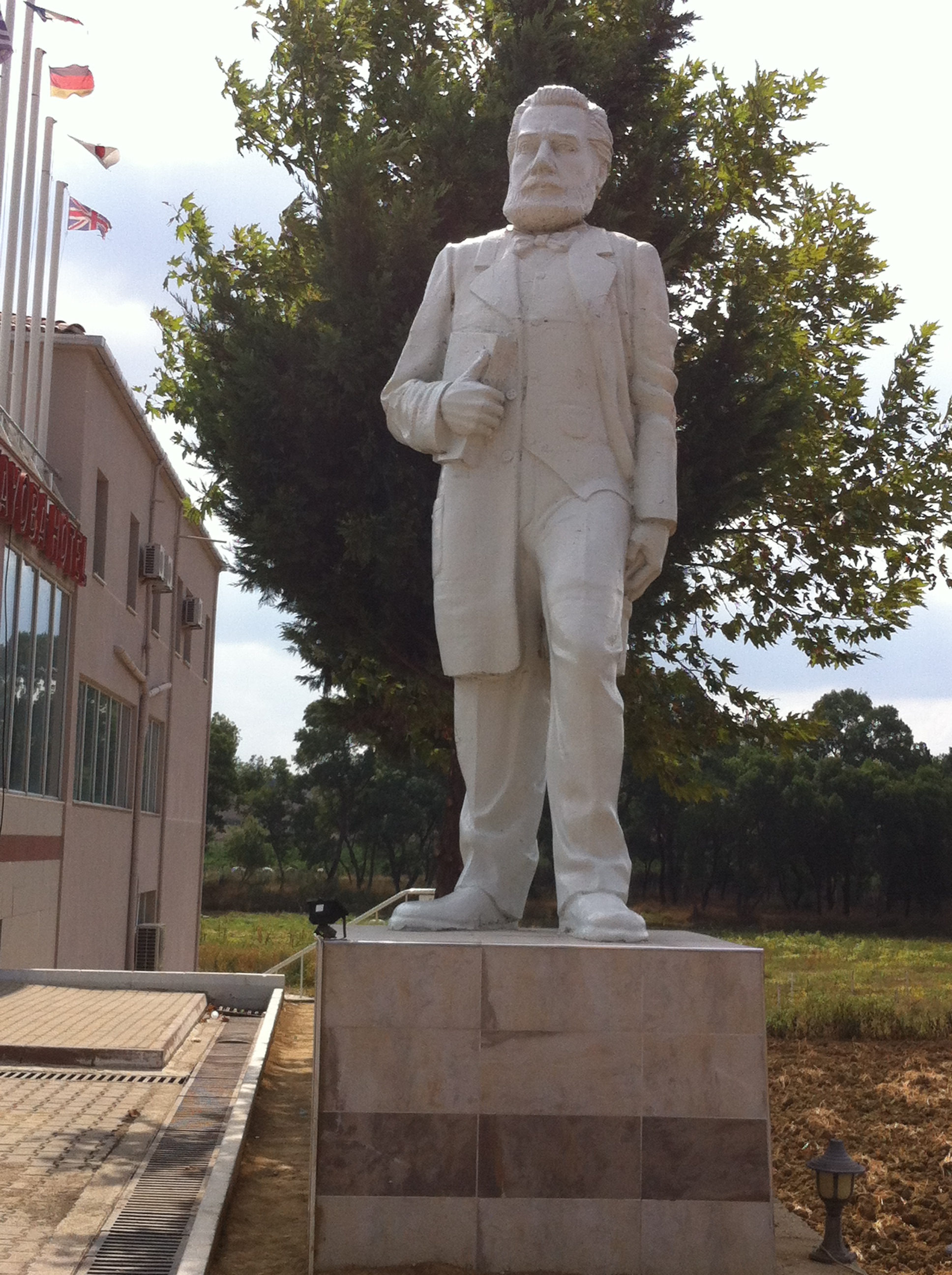
Standbeeld van Namık Kemal in zijn geboorteplaats Tekirdağ

Namık Kemal was een van de belangrijkste denkers, schrijvers en politici van de Tanzimat-periode. Namık Kemal nam de Franse literatuur als voorbeeld en werd beïnvloed door de romantiek. Hij behandelde onderwerpen als vaderland, natie en vrijheid. Namık Kemal had een enorme invloed op de latere vorming van een Turkse nationale identiteit. Kemals focus op nationale loyaliteit in plaats van op loyaliteit aan een vorst (beïnvloed door de West-Europese idealen van zelfbestuur) droeg niet alleen bij aan de verspreiding van de democratie in het begin van de 20e eeuw, maar ook aan de vorming van de moderne republiek Turkije na de ontbinding van het Ottomaanse Rijk. De grondlegger van het moderne Turkije, Mustafa Kemal Atatürk, merkte vaak op dat hij als jonge man was beïnvloed door Kemals schrijven en dat het een bron van inspiratie waren geweest voor zijn doelen bij de vorming van de Turkse regering en staat.

## Zijn werken

### Toneelspelen
- Vatan yahut Silistre (1873, in 1940 heruitgegeven met het nieuwe Turkse alfabet)
- Gülnihâl (1875)
- Âkif Bey
- Zavallı Çocuk (1873)
- Kara Belâ
- Celâleddin Harzemşah

### Romans
- İntibah (1876)
- Cezmi (1880)

### Geschiedenis
- Bârika-i Zafer
- Devr-i İstîlâ
- Evrâk-ı Perîşan Serisi (1872)
- Silistre Muhâsarası (1873)
- Kanije Muhâsarası (1874)
- Osmanlı Tarihi Medhali (1888)

### Literaire kritiek
- Lisan-i Osmani'nin Edebiyatı Hakkında Bazı Mülahazat-ı Şamildir
- Bahar-ı Daniş Mukaddimesi (1874)
- Terceme-i Hâl-i Nevruz Bey (1875)
- Mukaddeme-i Celal (1888)
- Tahrîb-i Harabat
- Takip
- İrfan Paşa'ya Mektup
- Renan Müdafaanâmesi
- İntibah Mukaddimesi
- Mes Prison Muahezenesi

### Artikels
- Lisan-ı Osmanî'nin Edebiyatımız Hakkında Bazı Mülâhazatı Şamildir